# Mimus trifasciatus
Mimus trifasciatus este o specie de pasăre.

## Răspândire și habiat
Mimus trifasciatus este endemică în Insulele Galápagos. Trăiește în zone cu arbuști.

## Comportament
Această specie nu migrează și este sedentară.

## Dieta
Dieta sa este alcătuită din centipede, nectar, polen, fructe, insecte, șopârle și crabi.

## Stare de conservare
Mimus trifasciatus a fost clasificată de către Uniunea Internațională pentru Conservarea Naturii ca fiind o specie amenințată.